# 1949 год в спорте
Список 1949 год в спорте описывает спортивные события, произошедшие в 1949 году.

## СССР
- Чемпионат СССР по боксу 1949;
- Чемпионат СССР по классической борьбе 1949;
- Чемпионат СССР по самбо 1949;
- Чемпионат СССР по шахматам 1949;
- Чемпионат СССР по баскетболу среди мужчин 1949;
- Чемпионат СССР по волейболу среди женщин 1949;
- Чемпионат СССР по волейболу среди мужчин 1949;
- Чемпионат СССР по лёгкой атлетике 1949;

### Футбол
- Чемпионат СССР по футболу 1949;
- Кубок СССР по футболу 1949;
- Созданы футбольные клубы:
  - «Дагдизель» (Каспийск);
  - «Дила» (Гори);
  - «Звейниекс» (Лиепая);
  - «Металлург» (Златоуст);
  - «Норчи Динамоэли»;
  - СКА (Львов);
  - «Спартак» (Рязань);
  - «Стройиндустрия» (Бельцы);
  - «Тяжмаш» (Сызрань);
  - «Химик» (Северодонецк).

### Хоккей
- Чемпионат СССР по хоккею с шайбой 1948/1949;
- Чемпионат СССР по хоккею с шайбой 1949/1950;

## Международные события
- Чемпионат Европы по баскетболу 1949;
- Чемпионат Европы по волейболу среди женщин 1949;
- Чемпионат Европы по фигурному катанию 1949;
- Чемпионат мира по конькобежному спорту в классическом многоборье 1949;
- Чемпионат мира по конькобежному спорту в классическом многоборье среди женщин 1949;
- Чемпионат мира по волейболу среди мужчин 1949;
- Чемпионат мира по фигурному катанию 1949.

## Персоналии

### Родились
- 28 марта — Смит, Ронни Рей, американский спринтер, чемпион летних Олимпийских игр в Мехико (1968) в эстафете 4×100 м († 2013);
- 17 мая — Ачичаев, Алым Адамович, советский штангист, чемпион СССР;
- 12 сентября — Роднина, Ирина Константиновна, советская фигуристка, трёхкратная олимпийская чемпионка;
- 20 октября — Борзов, Валерий Филиппович, советский спринтер, двукратный олимпийский чемпион;
- 26 октября — Гамзин, Михаил Александрович, тренер по вольной и греко-римской борьбе, Заслуженный тренер РСФСР.